# キスマヨでの戦闘 (2012年)
キスマヨでの戦闘 (Battle of Kismayo) は、2012年9月28日にアル・シャバブからソマリアの港湾都市キスマヨを奪還するため、コードネーム「スレッジ・ハンマー作戦」としてケニア国防軍が主導した戦闘である 。ラスカンボニ運動の民兵とソマリア軍も、共同で戦闘に参加した。

## 背景
2008年8月、アル・シャバブとイスラム法廷会議は、2008年にソマリア南部の港湾都市キスマヨを占領した。キスマヨは、ソマリア暫定連邦政府軍（政府軍）とアフリカ連合軍（AU軍）がモガディシュでの戦闘 (2010–2011) で過激派をモガディシュから追放したため、過激派の本拠地となった。また港を支配したため、武器や物資の輸入も可能となった。 
2011年10月、ケニア国防軍はアル・シャバブとの戦闘のためにソマリア南部に進軍した。（コードネーム：リンダ・ヌチ作戦）  公式には、攻撃はソマリア人が主導し、ケニア軍が支援したと記録されている。  2012年6月初旬、ケニア軍は正式にアフリカ連合ソマリアミッションに統合された。 
戦闘に至るまでの4週間で、推定総人口16万人から19万人の住民のうち、約12000人がキスマヨから避難したとされている。 

## 戦闘
9月28日午前2時、ケニア国防軍と政府軍はキスマヨから北に約6キロ離れた、モガディシュに向かう幹線道路付近に上陸した。道路付近の住民は、上陸の際に使用されたとみられる7隻の船を目撃している。攻撃に先だち、ケニア海軍は艦艇から砲撃を加えている。28日にはケニア海軍はニャヨ級高速戦闘艇5隻を投入し、部隊や物資を揚陸した。アフリカ連合ソマリアミッション（AMISOM）の Cyrus Oguna大佐によると、政府軍とケニアのAU軍がキスマヨへの奇襲攻撃を開始したが、アル・シャバブは抵抗せず、キスマヨは早期に奪還できた。報道官は、アル・シャバブは攻撃中に大きな損失を被ったが、AU軍の兵士に負傷者、死亡者はいなかったと主張した。ラスカンボニ運動の民兵も、突撃を主導したソマリア軍とAU軍を支援したとされている。アル・シャバブの軍事作戦報道官であるシェイク・アブディアシス・アブ・ムサブは、彼の同志と政府軍・AU軍との間で激しい戦闘が進行中であると述べた。アル・シャバブはまた、戦闘中に即席爆発装置でケニア軍の2台の装甲兵員輸送車を破壊、別の1台をRPGで破壊したと主張し、キスマヨが奪還されたこと否定した。
地元住民は連合軍が港を奪還したことを目撃したが、過激派は町の至る所にまだ潜伏し、車で前線に向かって進んだ。過激派のプロパガンダ的ラジオ局は、依然として資料を放送しており、住民を騙して進軍してくる政府軍とAMISOM軍に向かって避難させようとしていた。
ある目撃者は、ケニア軍（AU軍）の中には白人の兵士がいたと主張した。これは米国が特殊部隊でAU軍を支援しているという説の一部であるが、米軍アフリカ司令部は、AU軍の支援を否定した。
9月29日、アル・シャバブの戦闘員は公式にキスマヨから撤退した。これは、キスマヨ市内の住民によって確認された。しかし、アル・シャバブはこれまでに支配下を離れた町や村を、ゲリラ戦により襲撃しているため、キスマヨでも警戒が必要である。

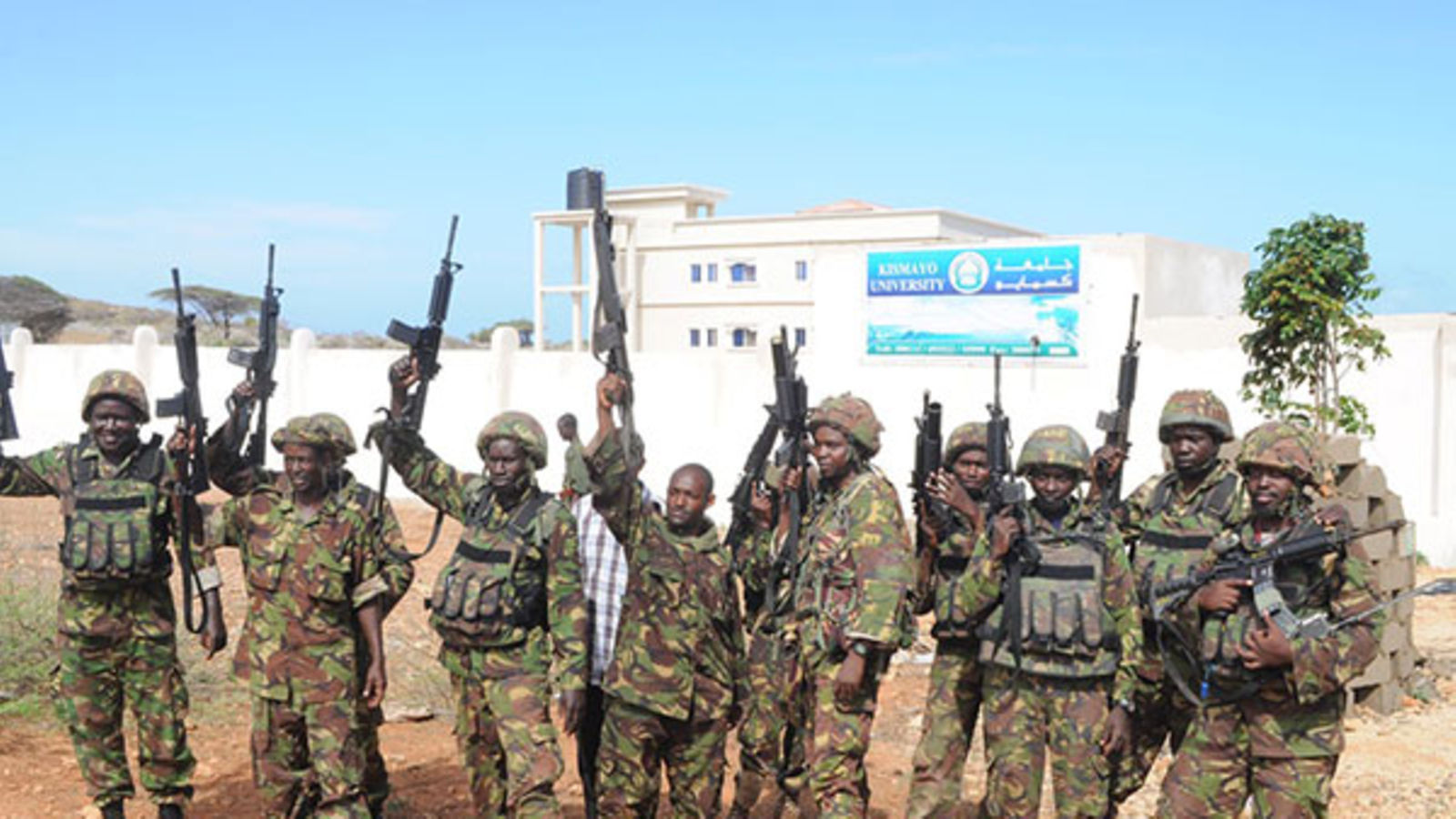
キスマヨ大学の外で祝うケニア軍兵士

ある目撃者によると、2012年10月1日、AU軍が市の周辺を包囲してから3日後に、装甲車に乗った政府軍の兵士がキスマヨの中心部に入った。AU軍は数時間後にそれに続いた。これによりキスマヨはソマリア政府の支配下となったが、翌日3つの爆弾がキスマヨで爆発した。1つ目の爆弾は軍事基地で爆発したが、死傷者は確認されなかった。2つ目の爆弾は港内で爆発し、死傷者は報告されていないものの、明らかにソマリア政府とAU軍を狙ったものだった。数分後、ラスカンボニ民兵が配置されていた陸軍基地で、3つ目の爆弾が爆発した。その後、ソマリア軍当局者とケニアのAU軍将校が地元の空港に集まり、治安状況について話し合った。ソマリア国防省とソマリア軍の司令官は同時に、AU軍にさらなる攻撃の可能性を警告し、武装勢力が基地に爆弾を仕掛けた可能性があるため、警戒して市内に入るように忠告した。

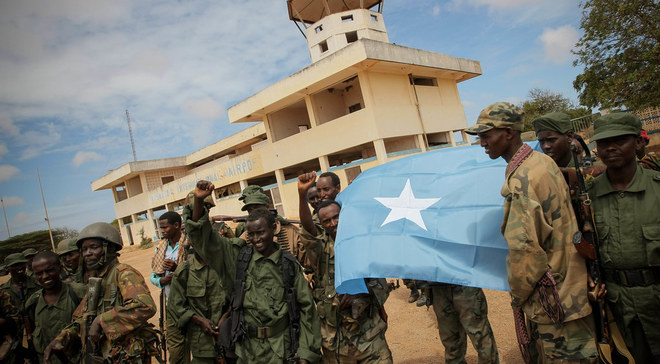
キスマヨ空港の占領を祝うラスカンボニ運動の民兵とソマリア国軍

キスマヨは、木炭の輸出と輸入品への港湾税の徴収を通じて、アル・シャバブの収入源となっていたため、最後の主要な拠点と見なされていた。オグナ大佐は、「キスマヨはソマリアのアル・シャバブの活動に資金を提供し続けてきた要塞であったため、キスマヨの占領はアル・シャバブの終わりを告げるかもしれない」と指摘した。過激派が完全に追放された後、誰が町を管理するかという複雑な問題を避けるために、AUの報道官は、攻撃は綿密に計画されたと付け加えた。ソマリア政府はまた、包摂的な地方行政を確立するために、市の利害関係者間の調停を準備しているとしている。